# Gerolamo Visconti
Gerolamo Visconti (Milano, 1613 – Vigevano, 26 ottobre 1670) è stato un vescovo cattolico italiano.

## Biografia
Gerolamo Visconti nacque nella nobilissima stirpe dei Visconti di Milano, antichi signori della città. Figlio secondogenito, intraprese la carriera ecclesiastica divenendo ben presto vicario generale della diocesi di Alessandria in Piemonte e passando successivamente al vicariato della diocesi di Cremona dove suo zio, Francesco Visconti, era vescovo.
Tornato a Milano, divenne vicario generale dell'arcivescovo e successivamente ottenne i titoli di primicerio e poi di arciprete della Cattedrale milanese dal 1662. Papa Alessandro VII, successivamente, lo propose per la sede episcopale di Novara, ma questa venne affidata a Giuseppe Maria Maraviglia e Gerolamo Visconti venne destinato alla diocesi di Vigevano, ove fece il proprio ingresso solenne il 5 ottobre 1667.
Nel 1668 iniziò una visita pastorale all'interno della propria diocesi, che però non poté completare a causa della sopraggiunta morte che lo colse il 26 ottobre 1670. Fu sepolto nella cattedrale di Vigevano, davanti all'altare della Cappella della Madonna.

## Genealogia episcopale
La genealogia episcopale è:
- Arcivescovo Filippo Archinto
- Papa Pio IV
- Cardinale Giovanni Antonio Serbelloni
- Cardinale Carlo Borromeo
- Cardinale Ottavio Paravicini
- Cardinale Giambattista Leni
- Cardinale Giulio Roma
- Arcivescovo Martino Alfieri
- Cardinale Francesco Maria Machiavelli
- Papa Innocenzo XI
- Vescovo Gerolamo Visconti